# 托諾帕 (亞利桑那州)
托諾帕（英語：Tonopah）是位於美國亞利桑那州馬里科帕縣的一個人口普查指定地區。根據2010年美國人口普查，該地共人口500人，而該地的面積約為3.54平方千米。

## 地理
托諾帕的座標為33°29′37″N 112°56′14″W / 33.49361°N 112.93722°W，而該地最高點為海拔高度450米（即1490英尺）。